# سیسامنس

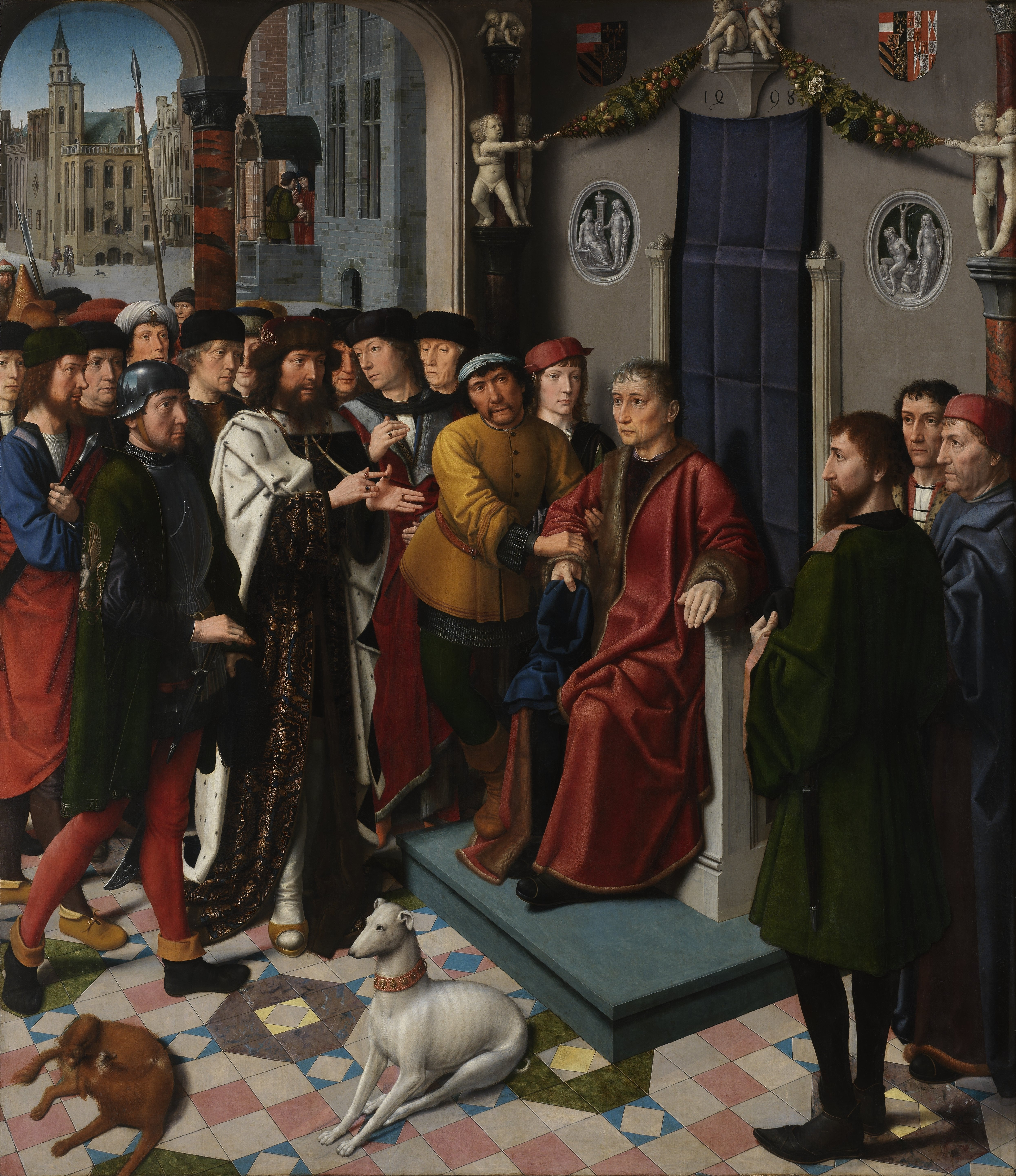
"بازداشت سیسامنس"

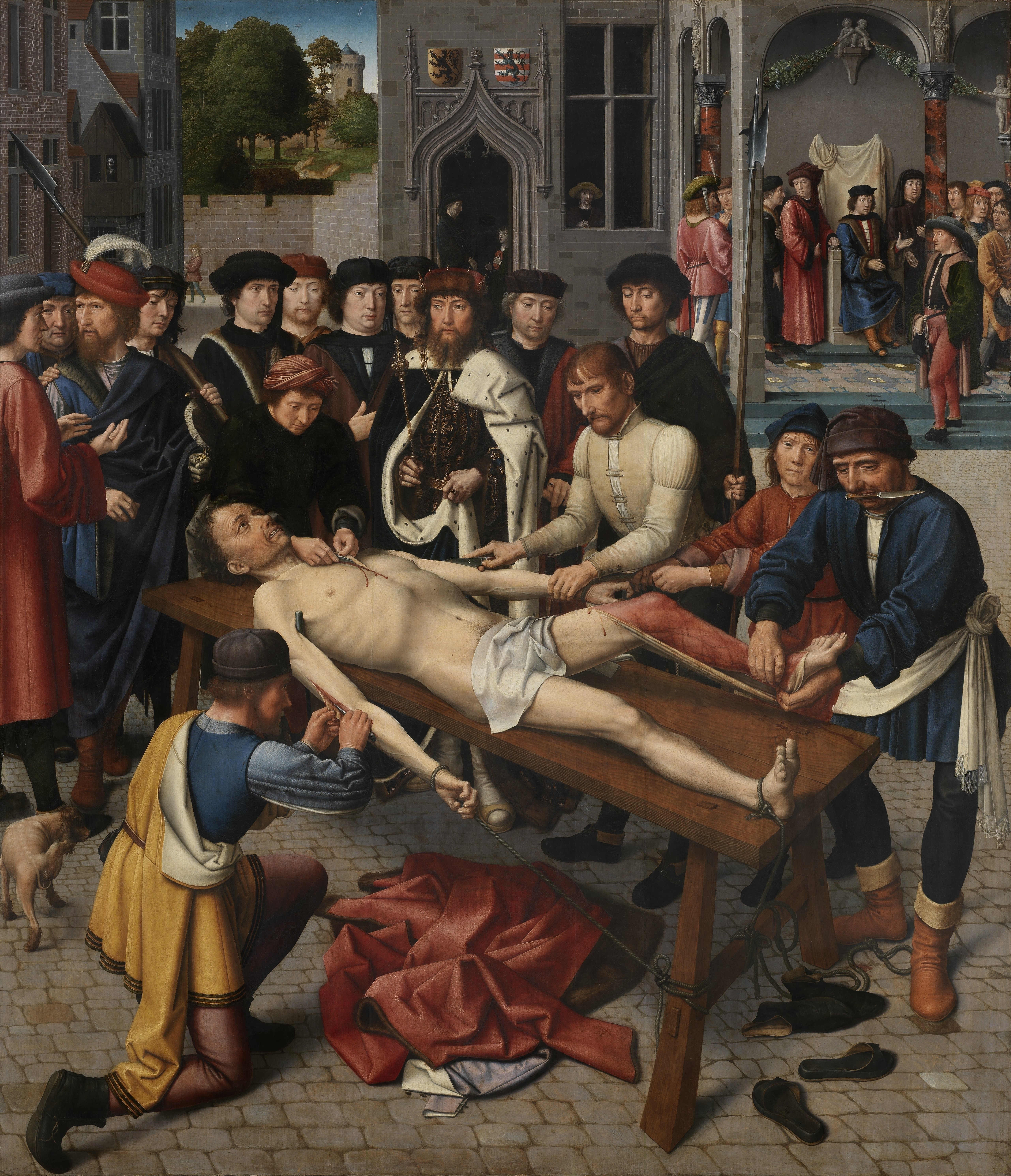
سلاخی سیسامنس.

به نوشتهٔ هرودوت،  سیسامنس (به انگلیسی: Sisamnes) قاضی‌ای فاسد در دورهٔ کمبوجیه دوم بود. او رشوه گرفت و حکمی غیرمنصفانه صادر کرد. در نتیجه، پادشاه دستور داد دستگیر شود و زنده زنده پوست کنده شود. آنگاه پوست او برای پوشاندن کرسی به کار رفت که پسرش برای قضاوت بر آن می‌نشست.
سیسامنس سوژهٔ دو نقاشی خرارد داوید بوده‌است، «بازداشت سیسامنس» و «سلاخی سیسامنس» که هر دو در سال ۱۴۹۸ کشیده شده‌اند. این نقاشی بخشی در تالار شهر بروخه آویخته شدند.